# سل الوم (واشینگتن)
سل الوم (به انگلیسی: Cle Elum) شهری در شهرستان کیتیتاس ایالت واشنگتن است که در سرشماری سال ۲۰۱۰ میلادی، ۱۸۷۲ نفر جمعیت داشته است.